# 加蘭鎮區 (阿肯色州聖弗朗西斯縣)
加蘭鎮區（英語：Garland Township）是位於美國阿肯色州聖弗朗西斯縣的一個行政鎮區。

## 地方資料
加蘭鎮區的面積為106.43平方千米，當中陸地面積為106.07平方千米，而水域面積為0.36平方千米。根據2010年美國人口普查的數據，當地共有人口1710人，而人口密度為每平方千米16.07人。